# Pamuk (Hungria)
Pamuk é um município da Hungria, situado no condado de Somogy. Tem 11,96 km² de área e sua população em 2019 foi estimada em 257 habitantes.